# Clarice Mukinda
Clarice Mukinda é uma professora e política angolana. Filiada à União Nacional para a Independência Total de Angola (UNITA), é deputada de Angola pelo Círculo Eleitoral Nacional desde 28 de setembro de 2017.
Mukinda licenciou-se em Ciências de Educação-Francês. Trabalhou como professora de francês e, de 2006 a 2011, presidiu o Instituto Desenvolvimento e Democracia (IDD).